# Oenothera drummondii
Espèce
Classification phylogénétique
Oenothera dummondi, ou Onagre de Drummond, est une espèce de plante à fleurs dicotylédone appartenant à la famille des Onagracea. Originaire du Mexique et du sud des États-Unis, elle se retrouve maintenant dans de nombreuses régions du monde. Très résistante à la sécheresse, elle pousse sur des terrains pauvres et secs, parfois semi-désertiques. Elle est vivace et produit une longue floraison estivale. Les fleurs s'ouvrent à l'aube et se referment la nuit.

## Écologie
En Espagne, Oenothera dummondi est considérée comme une espèce invasive des régions côtières  et représente un danger pour les espèces indigènes des dunes.

## Bioacoustique végétale
Les fleurs d'Oenothera drummondii servent de réceptacle pour capter les sons, permettant aux plantes de détecter les battements d'ailes de pollinisateurs. Elles sont ainsi capables de différencier un pollinisateur d'un non-pollinisateur par sa signature vibratoire - tant par la fréquence que le rythme. Dans l'expérience menée, les plantes exposées aux fréquences sonores de leur pollinisateur ont augmenté la concentration en sucre de leur nectar d'environ 20 % en moins de six minutes, améliorant significativement la probabilité d'être visitée par un pollinisateur dans les instants qui suivent. Cette adaptation permettrait aux plantes d'économiser leurs ressources et d'éviter de ne les gaspiller pour des insectes qui ne leur rendraient pas le service de pollinisation.
Cette coévolution plante-animal suggère que la structure de la fleur pourrait être influencée non seulement par la morphologie de ses pollinisateurs mais aussi par leur signature vibratoire. Les résultats de cette étude soulèvent des questions quant à l'impact que la pollution sonore d’origine anthropique pourrait avoir sur ces interactions.